# Cross-country individuel aux Jeux olympiques d'été de 1924
Pour un article plus général, voir Athlétisme aux Jeux olympiques d'été de 1924.
Navigation
Anvers 1920
L'épreuve de cross-country individuel aux Jeux olympiques de 1924 s'est déroulée le 12 juillet 1924 avec une arrivée située au Stade de Colombes. Elle est remportée par le Finlandais Paavo Nurmi. L'épreuve est disputée pour la troisième et dernière fois dans le cadre des Jeux olympiques.

## Déroulement
L'épreuve se dispute sur la distance d'environ 10 000 m et se déroule sous la canicule. Les températures sont décrites comme supérieures à 40 °C. Parmi les 38 concurrents qui prennent le départ, seuls 15 athlètes parviennent à rallier l'arrivée, située au Stade de Colombes. Par ailleurs, les participants sont génés par des odeurs nocives émises par la centrale électrique située à côté du parcours.
Le Finlandais Paavo Nurmi conserve son titre olympique en s'imposant dans le temps de 32 min 54 s 8, devançant de plus d'une minute son compatriote Ville Ritola et de plus de deux minutes l'Américain Earl Johnson. 
Le classement des trois premiers coureurs de chaque nation détermine le classement de l'épreuve par équipes.

## Résultats

### Finale
| Rang               | Athlète                  | Temps         |
| ------------------ | ------------------------ | ------------- |
| Médaille d'or      | Paavo Nurmi (FIN)        | 32 min 54 s 8 |
| Médaille d'argent  | Ville Ritola (FIN)       | 34 min 19 s 4 |
| Médaille de bronze | Earl Johnson (USA)       | 35 min 21 s 0 |
| 4                  | Ernest Harper (GBR)      | 35 min 45 s 4 |
| 5                  | Henri Lauvaux (FRA)      | 36 min 44 s 8 |
| 6                  | Arthur Studenroth (USA)  | 36 min 45 s 4 |
| 7                  | Carlo Martinenghi (ITA)  | 37 min 1 s 0  |
| 8                  | August Fager (USA)       | 37 min 40 s 6 |
| 9                  | Len Richardson (RSA)     | 37 min 46 s 0 |
| 10                 | Gaston Heuet (FRA)       | 37 min 52 s 0 |
| 11                 | James Henigan (USA)      | 38 min 0 s 0  |
| 12                 | Heikki Liimatainen (FIN) | 38 min 18 s 0 |
| 13                 | Fabián Velasco (ESP)     | 39 min 7 s 6  |
| 14                 | Miguel Peña (ESP)        | 41 min 34 s 0 |
| 15                 | Maurice Norland (FRA)    | 41 min 48 s 3 |
| —                  | José Andía (ESP)         | DNF           |
| —                  | Arthur Sewell (GBR)      | DNF           |
| —                  | John Gray (USA)          | DNF           |
| —                  | Robert Marchal (FRA)     | DNF           |
| —                  | Edvin Wide (SWE)         | DNF           |
| —                  | Väinö Sipilä (FIN)       | DNF           |
| —                  | Sven Thuresson (SWE)     | DNF           |
| —                  | John Benham (GBR)        | DNF           |
| —                  | Verne Booth (USA)        | DNF           |
| —                  | John Ryan (IRL)          | DNF           |
| —                  | Sidon Ebeling (SWE)      | DNF           |
| —                  | Gösta Bergström (SWE)    | DNF           |
| —                  | Eino Rastas (FIN)        | DNF           |
| —                  | André Lauseig (FRA)      | DNF           |
| —                  | Jesús Diéguez (ESP)      | DNF           |
| —                  | Carlo Speroni (ITA)      | DNF           |
| —                  | Amador Palma (ESP)       | DNF           |
| —                  | Eero Berg (FIN)          | DNF           |
| —                  | Eddie Webster (GBR)      | DNF           |
| —                  | Lucien Dolquès (FRA)     | DNF           |
| —                  | Joseph Williams (GBR)    | DNF           |
| —                  | Alfredo Gomes (BRA)      | DNF           |
| —                  | Miguel Palau (ESP)       | DNF           |